# Skałki (Myślachowice)
Skałki – część wsi Myślachowice w Polsce położona w województwie małopolskim, w powiecie chrzanowskim, w gminie Trzebinia.
W latach 1975–1998 Skałki leżały w województwie katowickim.